# Fala (cão)
Fala (7 de Abril de 1940 — 5 de abril de 1952) foi um famoso Scottish Terrier, o cão do presidente dos Estados Unidos, Franklin Roosevelt. Sendo um dos animais de estimação presidenciais mais famosos, Fala capturou a atenção do público nos Estados Unidos e acompanhava sempre Roosevelt, tornando-se parte da imagem de Roosevelt.

## Biografia
Fala nasceu a 7 de Abril de 1940, e foi dado como um presente adiantado de natal a Roosevelt por Augustus G. Kellog de Westport, Connecticut, através da prima de Roosevelt, Margaret "Daisy" Suckley. Enquanto um cachorro, Fala recebeu treino de Suckley, que o ensinou a sentar, rolar e saltar. O seu nome original era Big Boy (traduzido à letra para português seria rapaz grande); mas Franklin mudou-lhe o nome para "Murray Outlaw of Falahill" (Murray Fora da Lei de Falahill) após John Murray, um famoso antepassado escocês. Mais tarde foi diminuído para "Fala".

## Casa Branca
Fala mudou-se para a Casa Branca a 10 de novembro de 1940, e passou muito do seu tempo lá até Roosevelt falecer e ser sucedido por Harry S. Truman em Abril de 1945. Fala também viajou com Roosevelt até sua casa (Springwood) em Hyde Park, Nova Iorque e Warm Springs, Georgia, onde recebeu tratamento devido à sua (de Roosevelt) doença.
Todas manhãs era dado a Fala um osso que vinha com o pequeno-almoço de Roosevelt e às noites era lhe servida uma refeição. Contudo, nas primeiras semanas na Casa Branca, teve de ser visto por um veterinário, devido a problemas intestinais; mais tarde foi descoberto que o pessoal da Casa Branca estava sempre a alimentá-lo, ficando doente de tanto comer.
Fala tornou-se um soldado raso honorário do Exército Americano ao "contribuir" com $1 dólar para o esforço de guerra para cada dia do ano, e criando assim um exemplo para a população.
Com a sua grande popularidade, a Casa Branca começou a receber correio endereçado a Fala, de modo que foi necessário atribuir uma secretária a Fala.

## Discurso de Fala
A 23 de Setembro de 1944, Roosevelt fez o seu famosos "discurso Fala" ("Fala speech"), enquanto em campanha para eleição presidencial de 1944. O discurso de 39,5 minutos foi feito durante um jantar de campanha em Washington. No discurso, Roosevelt ataca o partido Republicano com detalhes de ataques feitos a ele. No discurso Roosevelt refere-se a uma falsa história, em que Roosevelt teria se esquecido de Fala nas ilhas Aleutas enquanto em visita e que teria enviado uma navio de guerra da marinha dos Estados Unidos para ir buscar Fala.

## Após a morte de Roosevelt
Em Abril de 1945, Roosevelt morreu em Warm Springs. Fala compareceu ao funeral e passou a viver com a viúva Eleanor Roosevelt em Val-Kill. Eleanor costumava se referir a Fala, na sua coluna "My Day", no jornal local.
Sofrendo de surdez e com a saúde debilitada, Fala foi eutanasiado em 5 de abril de 1952, dois dias antes de seu décimo segundo aniversário. Fala está enterrado em uma sepultura marcada a cerca de 9,1 m atrás da lápide de Roosevelt no Rose Garden em Springwood, ao lado de Chief (1918–1933), o Pastor Alemão dos Roosevelt.

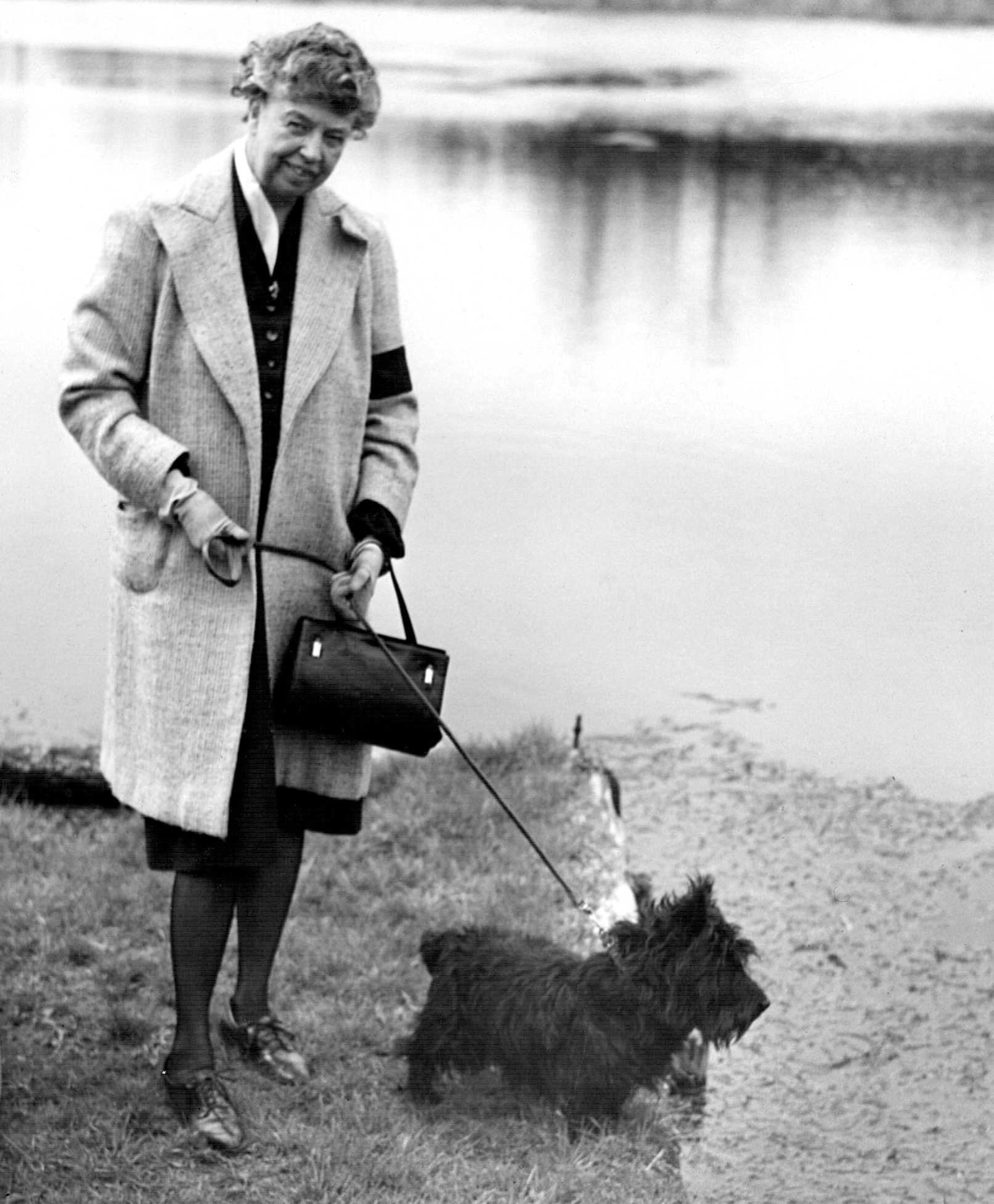
Eleanor Roosevelt passeando com Fala (1947)
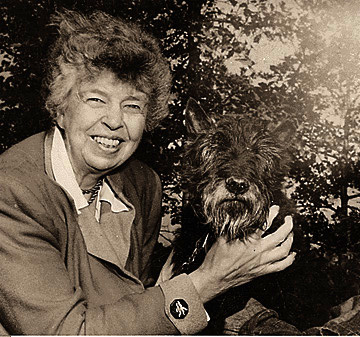
Fala e Eleanor Roosevelt (1951)
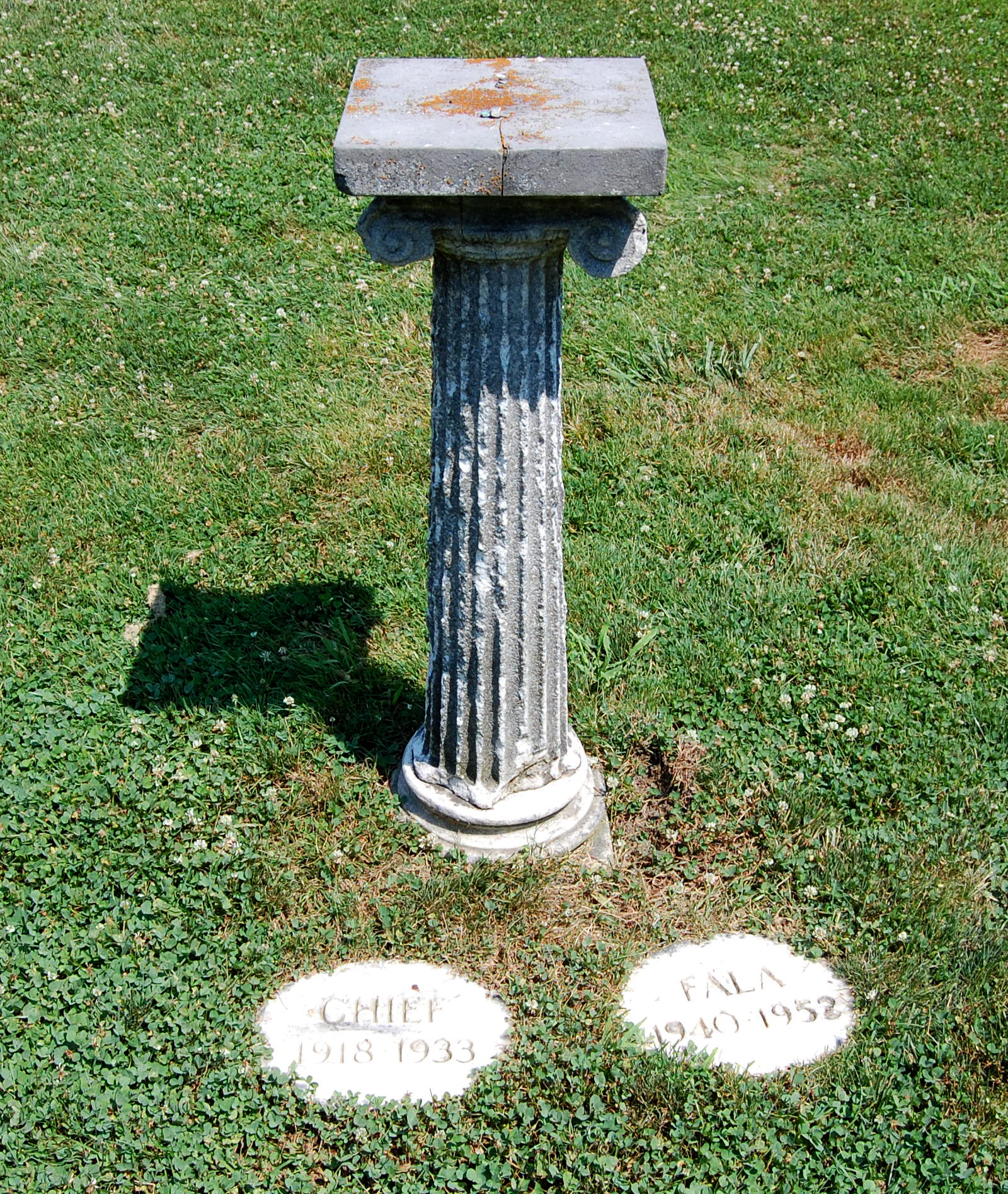
Sepulturas de Chief e Fala
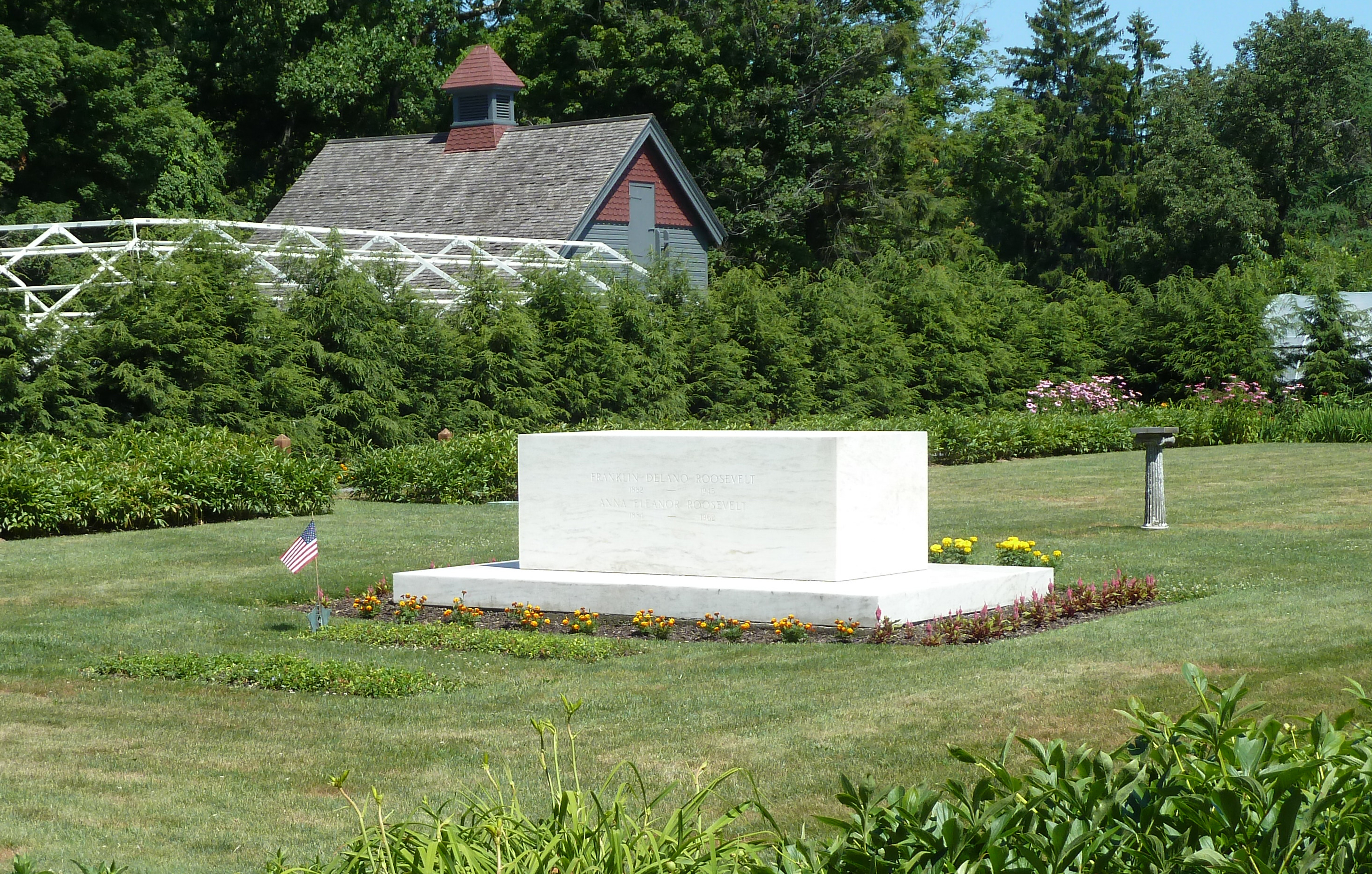
Túmulo próximo ao dos Roosevelt no Springwood